# 梭鱼湾站
梭鱼湾站位于辽宁省大连市甘井子区，是大连地铁5号线的一个车站，也是建设中的大连地铁4号线的车站之一，于2023年3月17日启用。车站名称“梭鱼湾”为该地区地名。

## 位置
梭鱼湾站位于甘井子区万鼎路，车站沿万鼎路地下布置。

## 车站结构
梭鱼湾站为島式站台地下车站，B1层为站厅层，B2层为站台层。
| B1层 | 站厅层                              | 站厅、乘客服务中心、自动充值机、自动售票机 |
| B2层 |                                     | █ 5号线往后关方向 （甘井子街）             |
| B2层 | 岛式站台，开左边门                  |                                            |
| B2层 | █ 5号线 往虎滩新区方向 （梭鱼湾南） |                                            |

## 出入口
梭鱼湾站共设有3个出入口，其中A出入口位于万鼎路西侧，C和D出入口位于万鼎路东侧，站外无障碍电梯位于A出入口旁。
| 出口编号 | 出口指示 | 建议前往的目的地                     |
| -------- | -------- | ------------------------------------ |
| 出口 · A |          | 万鼎路                               |
| 出口 · C |          | 万鼎路、钻石湾三期、远洋钻石湾时代海 |
| 出口 · D |          | 万鼎路                               |

## 公交换乘
- 及  - 25、812路公交车。